# 가시선 (철도 노선)
가시 선(일본어: 香椎線)은 일본 후쿠오카현 후쿠오카시 히가시구의 사이토자키역부터 후쿠오카 현 가스야군 우미정의 우미역에 이르는 규슈 여객철도의 철도 노선(지방교통선)이다.
사이토자키 역 - 가시역 간은, 우미노나카미치를 지나가기 때문에, 이 구간에는 우미노나카미치 선이라고 하는 애칭이 붙여지고 있다.

## 개요
후쿠오카 시로의 통근 · 통학 노선으로 되어있지만, 원래는 가스야 탄전의 석탄을 사이토자키 항으로 운반하기 위해 건설되었다. 또한 1985년 4월 이후, 일본국유철도(국철) / JR로 유일, 기·종점 양방의 역으로 타 노선으로의 연락이 없는 노선이다.
전 노선이 여객 영업규칙으로 정하는 대도시 근교 구간의 '후쿠오카 근교 구간' 및 IC 승차카드 'SUGOCA'의 사용 지역에 포함된다. 또한 북부 규슈 지구의 자기승차카드 '와이와이 카드'가 나타역 - 조자바루 역 간의 각 역과 스에추오 역 · 우미역에서 이용 가능이 되고 있다.
또한, 간노스 - 우미노나카미치 간에서는 사구의 한복판을 선로가 보여있기 때문에, 선로 때에 방사벽이 설치되는 등, 방사 대책이 시행되고 있다.

## 노선 정보
- 관할 (사업 종별) : 규슈 여객철도 (제 1 종 철도사업자)
- 노선 거리 (영업 거리) : 사이토자키 역 - 우미 역 25.4km
- 궤간 : 1067mm
- 역 수 : 16
  - 가시 선 소속역으로 한정되었던 경우, 가시 역(가고시마 본선 소속)과 조자바루 역(사사구리 선 소속)이 제외되어, 14개 역이 된다.
- 복선 구간 : 없음 (전 노선 단선)
- 전선화 구간: 없음 (전 노선 비 전선화)
- 폐색방식 : 특수 자동 폐색식 (전자 부호 조사식)
- 종합지령소 : 하카타 종합 지령소
- 최고속도 : 85km/h

전 구간은 본사 직할로 되어 있다.

## 운행형태 · 사용차량

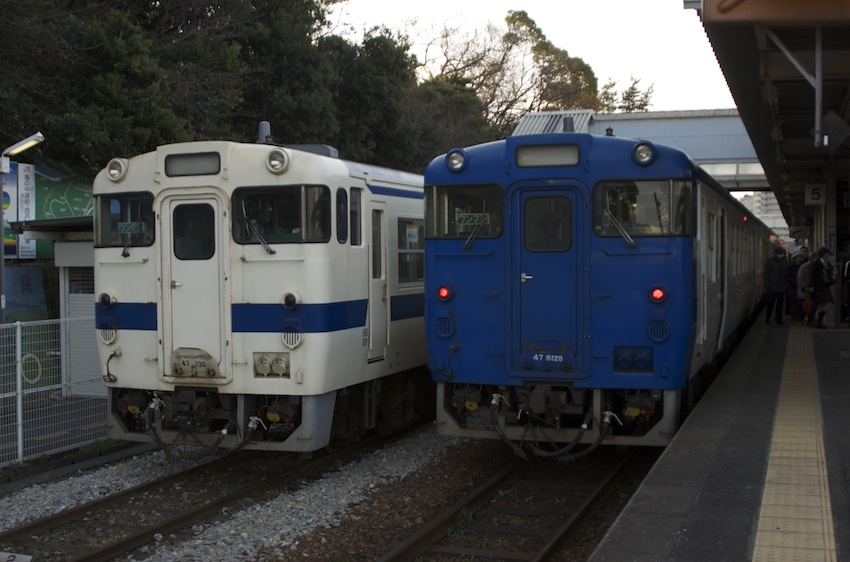
가시 역 에 줄선 규슈색과 아쿠아라이너색의 키하 47계

- 키하 40계・키하 47계

## 역 목록
| 애칭              | 역 이름         | 일본어 이름 | 역간 거리 | 누계 거리 | 접속 노선                                                | 소재지                                       | 소재지   |
| ----------------- | --------------- | ----------- | --------- | --------- | -------------------------------------------------------- | -------------------------------------------- | -------- |
| 우미노나카미치 선 | 사이토자키      | 西戸崎      | -         | 0.0       |                                                          | 후쿠오카시                                   | 히가시구 |
| 우미노나카미치 선 | 우미노나카미치  | 海ノ中道    | 2.1       | 2.1       |                                                          | 후쿠오카시                                   | 히가시구 |
| 우미노나카미치 선 | 나카미치 신호장 | 中道信号場  | 3.0       |           |                                                          | 후쿠오카시                                   | 히가시구 |
| 우미노나카미치 선 | 간노스          | 雁ノ巣      | 4.4       | 6.5       |                                                          | 후쿠오카시                                   | 히가시구 |
| 우미노나카미치 선 | 나타            | 奈多        | 0.9       | 7.4       |                                                          | 후쿠오카시                                   | 히가시구 |
| 우미노나카미치 선 | 와지로          | 和白        | 1.8       | 9.2       | 서일본 철도 가이즈카 선                                  | 후쿠오카시                                   | 히가시구 |
| 우미노나카미치 선 | 가시            | 香椎        | 3.7       | 12.9      | 가고시마 본선 서일본 철도 가이즈카 선 (니시테쓰카시이역) | 후쿠오카시                                   | 히가시구 |
| 우미 선           |                 |             |           |           |                                                          | 후쿠오카시                                   | 히가시구 |
| 가시진구          | 香椎神宮        | 1.3         | 14.2      |           |                                                          | 후쿠오카시                                   | 히가시구 |
| 마이마쓰바라      | 舞松原          | 0.6         | 14.8      |           |                                                          | 후쿠오카시                                   | 히가시구 |
| 도이              | 土井            | 1.6         | 16.4      |           |                                                          | 후쿠오카시                                   | 히가시구 |
| 이가              | 伊賀            | 1.8         | 18.2      | 가스야군  | 가스야정                                                 |                                              |          |
| 조자바루          | 長者原          | 1.0         | 19.2      | 가스야군  | 가스야정                                                 | 규슈 여객철도 사사구리 선(후쿠호쿠유타카 선) |          |
| 사카도            | 酒殿            | 1.4         | 20.6      | 가스야군  | 가스야정                                                 |                                              |          |
| 스에              | 須恵            | 1.3         | 21.9      | 가스야군  | 스에정                                                   |                                              |          |
| 스에추오          | 須恵中央        | 1.2         | 23.1      | 가스야군  | 스에정                                                   |                                              |          |
| 신바루            | 新原            | 1.0         | 24.1      | 가스야군  | 스에정                                                   |                                              |          |
| 우미              | 宇美            | 1.3         | 25.4      | 가스야군  | 우미정                                                   |                                              |          |